# 알트테크
알트테크(Alt-tech)는 대안우파, 극우파 및 극단주의나 변두리 이론을 옹호하는 기타 사람들 사이에서 인기가 있는 소셜 네트워크 서비스 및 인터넷 서비스 제공업체의 모음이다. 이는 일반적으로 주류 플랫폼보다 느슨한 콘텐츠 조정을 사용하기 때문이다. "alt-tech"라는 용어는 "대안우파(alt-right)"와 "빅테크(Big Tech)"의 합성어이다. 2010년대 일부 저명한 보수주의자와 지지자들은 다른 소셜 미디어 플랫폼에서 금지되었기 때문에 대체 기술 플랫폼을 사용하기 시작했다. 알트테크 플랫폼은 스스로를 표현의 자유와 개인의 자유를 보호한다고 묘사하는데, 연구자와 언론인들은 이것이 반유대주의와 테러리즘을 조장하는 것일 수 있다고 주장했다.

## 같이 보기
- 빅테크
- 언론의 자유
- 플랫폼 경제
- 감시 자본주의